# Савез хокеја на леду Словеније
Хокејашки савез Словеније (словен. Hokejska zveza Slovenije) кровна је спортска организација задужена за хокеј на леду и инлајн хокеј на подручју Републике Словеније.
Под окриљем савеза одржавају се лигашка и куп такмичења у Словенији у категорији клубова, а савез координира рад мушке и женске репрезентације Словеније у хокеју на леду које се такмиче у међународној конкуренцији.
Савез је постао пуноправни члан Светске хокејашке федерације (ИИХФ) 6. маја 1992. године.
Седиште савеза налази се у Љубљани, у улици Целовешка цеста број 25. Тренутни председник савеза је Матјаж Раковец, а пре њега те функције су обављали Ернест Аљанчич и Дамјан Михевц.

## Савез у бројкама
Према подацима ИИХФ-а у Словенији постоји укупно 886 регистрованих играча (од чега је 51 играчица) и 38 службених судија. У земљи постоји и укупно 7 ледених дворана које задовољавају стандарде ИИХФ-а. 